# 二甲基二氯化锡
二甲基二氯化锡是一种有机锡化合物，化学式为(CH3)2SnCl2。这种金属有机化合物形成正交晶系的晶体。

## 用途
二甲基二氯化锡可以在加工聚氯乙烯（PVC）時作爲熱穩定劑，用來抑制PVC在加工時的熱分解。另外，二甲基二氯化锡也可以用來生產能夠選擇性反射熱輻射的隔熱玻璃。

## 制备
二甲基二氯化锡可由液态锡和氯甲烷在NaAlCl4催化下分步反应制得。该反应也可以由铜催化进行：
Sn + CH3Cl → CH3SnCl
CH3SnCl + CH3Cl → (CH3)2SnCl2
三甲基氯化锡的氯化反应也能制得二甲基二氯化锡，但是为使反应平稳进行，需要对反应进行避光处理。

## 性质
二甲基二氯化锡可溶于水，并在水中解离：
(CH3)2SnCl2 + x H2O ⇌ (CH3)2Sn(H2O)x2+ + 2 Cl−
(CH3)2Sn(H2O)x2+ + H2O ⇌ (CH3)2Sn(H2O)x－1(OH)+ + H3O+
它可以和吡啶、1,10-菲啰啉等路易斯碱或席夫碱金属配合物形成加合物。
二甲基二氯化锡和氟化氢反应，得到混合卤化物(CH3)2SnClF；它和三甲基碘硅烷反应，可以得到(CH3)2SnI2。它和甲醇钠的反应生成甲醇盐(CH3)2Sn(OCH3)2。
它与2-吡啶硒酚钠及硼氢化钠反应，经重结晶后可以得到无色的[(CH3)2Sn(2-SeC5H4N)2]正交晶体。

## 拓展阅读
1. Nafisi, Shohreh; Sobhanmanesh, Amir; Esm-Hosseini, Majid; Alimoghaddam, Kamran; Tajmir-Riahi, Heidar Ali. . Journal of Molecular Structure. 2005, 750 (1-3): 22–27. ISSN 0022-2860. doi:10.1016/j.molstruc.2005.04.008.
2. Gharib, Farrokh; Amini, Mostafa Mohammadpour; Haghgou, Afshin. . Main Group Metal Chemistry. 2003, 26 (6): 381–390. ISSN 2191-0219. doi:10.1515/MGMC.2003.26.6.381.